# Boluo
Boluo, även romaniserat Poklo, är ett härad i Huizhous stad på prefekturnivå i provinsen Guangdong i sydöstra Kina. Det ligger  omkring 110 kilometer öster om provinshuvudstaden Guangzhou. 
Boluo är indelat i två stadsdelsdistirkt, 15 köpingar och en administrativ enhet på sockennivå.
Stadsdelsdistrikt (jiedao):

- Longxi (龙溪街道)
- Luoyang (罗阳街道)

Köpingar (zhen):

- Baitang (柏塘镇)
- Changning (长宁镇)
- Futian (福田镇)
- Gongzhuang (公庄镇)
- Guanyinge (观音阁镇)
- Henghe (横河镇)
- Huzhen (湖镇镇)
- Longhua (龙华镇)
- Mabei (麻陂镇)
- Shiba (石坝镇)
- Shiwan (石湾镇)
- Taimei (泰美镇)
- Yangcun (杨村镇)
- Yangqiao (杨侨镇)
- Yuanzhou (园洲镇)

Område på sockennivå:
- Luofushan Guanweihui naturpark (罗浮山管委会)